# Sergiu Andon
Sergiu Andon (n. 12 septembrie 1938, București) este un politician român, membru al Partidul Conservator. În legislatura 2004-2008, Sergiu Andon a fost membru în grupurile parlamentare de prietenie cu Republica Islamică Pakistan și Republica Albania. În legislatura 2008-2012, Sergiu Andon a fost membru în grupurile parlamentare de prietenie cu Republica Indonezia și Republica Socialistă Vietnam.  

## Activitate profesională
În 1961 a absolvit Facultatea de Drept din București. 
Între 1961 și 1968 a activat ca procuror în raioanele Fetești, Slobozia și Urziceni.
Între 1968 și 1972 a fost redactor principal la revista Flacăra, între 1972 și 1989 a fost publicist comentator la ziarul Scânteia iar din 1989 până în 1994 a fost redactor-șef adjunct la ziarul Adevărul. A scris unele dintre cele mai injurioase articole la adresa Regelui Mihai ("Fir-ai al naibii, Majestate!") Ulterior, ajuns membru PC, ca și Dan Voiculescu, în 1996, atitudinea sa față de monarhie s-a schimbat total, el aplaudând discursul regelui Mihai în Parlament în 2011.
Între 1994 și 1996 a fost directorul agenției Romedia. Din 1996 este avocat în București.

## Funcții, activități într-un partid politic
Sergiu Andon a fost membru PCR din 1965.
Între 1997 și 2000 a fost vicepreședinte al PUR, iar din 2000 este liderul departamentului legislativ PC.

## În vizorul Agenției Naționale de Integritate, ANI
În mai 2012, ANI a constatat incompatibilitatea lui Sergiu Andon cu funcția de deputat în Parlament, și a cerut revocarea din funcție, conform sentinței civile nr. 2930/13.04.2011.
Înalta Curte de Casație și Justiție a constatat și ea incompatibilitatea, dând un verdict definitiv de incompatibilitate. Creând un precedent nemainîntâlnit în istorie, Parlamentul a ignorat decizia ICCJ și a refuzat să o pună în aplicare prin revocarea lui Andon. El a fost în cele din urmă revocat din funcție în 11 septembrie 2012. În 3 aprilie 2011, Înalta Curte de Casație și Justiție a decis irevocabil că deputatul conservator Sergiu Andon este incompatibil cu calitatea de parlamentar, întrucât a fost avocat într-un proces de corupție iar astfel judecătorii au admis  raportul de constatare al inspectorilor de integritate.

## Activitate civică
Este membru UNICEF și al Uniunii Juriștilor Democrați din România.